# Pathologic 3
«Pathologic 3» — будущая компьютерная игра в жанре симулятора выживания и квеста, разрабатываемая российской студией Ice-Pick Lodge. Является продолжением игры Pathologic 2 (2019), которая, в свою очередь, представляет собой ремейк игры «Мор. Утопия» (2005). Анонс Pathologic 3 состоялся 10 октября 2024 года, а выход запланирован на 2025 год для Windows, PlayStation 5 и Xbox Series X/S. Издателем выступает компания HypeTrain Digital.
В новой части игрокам вновь предстоит оказаться в мрачном и загадочном мире, где выживание зависит от времени, ресурсов и сложных моральных выборов. Одним из ключевых нововведений станет механика путешествий во времени, влияющая на развитие сюжета и игровые события.

## Игровой процесс
Как и предыдущие игры серии, Pathologic 3 сочетает элементы выживания, ролевой игры и квеста. Игроку предстоит управлять Бакалавром, изучая город, взаимодействуя с его жителями и принимая сложные моральные решения.
Одним из ключевых нововведений станет механика путешествий во времени. Это позволит игроку менять ход событий, возвращаясь в прошлое и корректируя свои действия. Однако каждое вмешательство в прошлое может иметь неожиданные последствия. Другое нововведение — механика обследования пациентов. Игрок должен следить за состоянием персонажа: поддерживать здоровье, а также избегать заражения смертельной болезнью. Экономика города остаётся важной частью игрового процесса — игроку придётся торговать, обменивать предметы и добывать редкие ресурсы для выживания.
Участники Kickstarter, поддержавшие Pathologic 2, получат новую часть бесплатно.

## Сюжет
Сюжет игры продолжает историю оригинальной игры и её ремейка, но на этот раз, в отличие от ремейка, повествование будет сосредоточено вокруг персонажа Бакалавра — Данила Данковского. Он вновь оказывается в городе, охваченном эпидемией, но теперь получает возможность изменять ход событий с помощью механики путешествий во времени.

## Разработка
Игра разрабатывается студией Ice-Pick Lodge, известной своими философскими и экспериментальными проектами. По словам руководителя студии Николая Дыбовского, Pathologic 3 будет пересматривать концепции предыдущих игр серии, вводя новые механики и углубляя сюжет.
Игра была анонсирована 10 октября 2024 года, её выход намечен на 2025 год. 17 марта 2025 года была выпущена бесплатная демо-версия игры — Pathologic 3: Quarantine.